# Elatostema sessile
Elatostema sessile är en nässelväxtart som beskrevs av J.R. Forster och G. Forster. Elatostema sessile ingår i släktet Elatostema och familjen nässelväxter. Inga underarter finns listade i Catalogue of Life.